# Jim DeMint
James W. DeMint dit Jim DeMint (né le 2 septembre 1951 à Greenville en Caroline du Sud) est un homme politique américain, membre du  Parti républicain, sénateur de Caroline du Sud au Congrès des États-Unis de janvier 2005 à  janvier 2013.

## Biographie
Cet homme d'affaires est élu en 1998 comme député républicain de Caroline du Sud à la Chambre des représentants des États-Unis.
En 2004, il est choisi comme candidat républicain au Sénat lors des primaires républicaines de Caroline du Sud où il est parvenu à devancer l'ancien gouverneur de l'État, David Beasley.
Jim DeMint est un partisan de l'élimination des diverses taxes fédérales qu'il remplacerait par une taxe nationale unique de 23 % sur les biens et services. Membre du groupe religieux intégriste The Family, il est aussi un opposant absolu à l'avortement sous toutes ses formes.
Lors de la campagne électorale, DeMint se prononça à titre personnel pour l'exclusion de l'enseignement public aussi bien des homosexuels que des mères célibataires vivant en concubinage.
Le 2 novembre 2004, Jim DeMint est élu sénateur de Caroline du Sud avec 54 % des voix contre 44 % au démocrate Inez Tenenbaum.
À partir de janvier 2005, DeMint est membre au Sénat notamment de la commission du commerce, des sciences et des transports et de la commission de l'environnement et des travaux publics.
Il s'oppose à plusieurs reprises à l'administration Bush.
Le 21 janvier 2009, il est l'un des deux seuls sénateurs à avoir voté contre la nomination d'Hillary Clinton comme Secrétaire d'État.
Candidat à sa réélection au Sénat en 2010, il a dû affronter le démocrate Alvin Greene et le candidat vert Tom Clements. Il a aisément remporté cette élection avec 61,42 % des voix.
Appartenant au Tea Party, il a créé le Senate Conservatives Fund, un comité d'action politique servant à financer les campagnes politiques locales de ses alliés.
Le 6 décembre 2012, il démissionne de son mandat pour devenir président de la Heritage Foundation, fondation proche du Parti républicain. En cela, il tire les conséquences de son échec à prendre le contrôle du groupe républicain au Sénat. Il joue toutefois ensuite un rôle important dans le « shutdown » qui paralyse la vie politique américaine fin 2013.